# Jürgen Jürgens
Pour les articles homonymes, voir Jürgens.
Jürgen Jürgens (Francfort, 5 octobre 1925 – Hambourg, 4 août 1994) est un  chef de chœur et professeur d'université allemand. 

## Biographie
Jürgen Jürgens étudie au conservatoire de Francfort avec Kurt Thomas, puis à Fribourg avec Konrad Lechner (de).
En 1955, il fonde le Monteverdi-Chor de Hambourg avec qui il a enregistré pour Archiv Produktion, mettant en avant les œuvres de Claudio Monteverdi. Il donne avec l'ensemble des concerts tant en Europe qu'aux États-Unis.
Plus tard, le chœur participe à une partie du projet d'intégrale pour Telefunken/Teldec des cantates de Bach avec le Leonhardt-Consort.
Son répertoire s'étend de la Renaissance à nos jours avec une nette prédilection pour les œuvres méconnues, telles La Dafne de Marco da Gagliano ou L'Oie du Caire de Mozart.

## Discographie
- Heinrich Schütz, Passion selon saint-Luc, Max van Egmond, Peter-Christoph Runge - Jürgen Jürgens, 1966
- Monteverdi, Lamento d'Arianna, Jürgen Jürgens, Monteverdi-Chor de Hambourg, 1973
- Alessandro Scarlatti, Madrigals, Jürgen Jürgens, Monteverdi-Chor de Hambourg, 1975
- Heinrich Schütz Die italienischen Madrigale, Jürgen Jürgens, Monteverdi-Chor de Hambourg, 1976
- Marco da Gagliano, La Dafne - avec Norma Lerer, Barbara Schlick, Ine Kollecker, Nigel Rogers, Ian Partridge, David Thomas, Berthold Possemeyer (août 1976, Archiv) (OCLC 883968561)
- Anton Bruckner, Musique de la période de St Florian, Jürgen Jürgens, Monteverdi-Chor de Hambourg, orchestre de chambre d'Israël – LP : Jérusalem Records ATD 8503, 1984 (Bruckner Archive Production), transféré sur CD : BSVD-0109, 2011
- Anton Bruckner, Musique de la période de St Florian (II), Jürgen Jürgens, Monteverdi-Chor et Camerata Academica de Hambourg, 1985 – originellement non édité, CD : BSVD-0111 (Bruckner Archive Production), 2012